# Cyrille Dubois

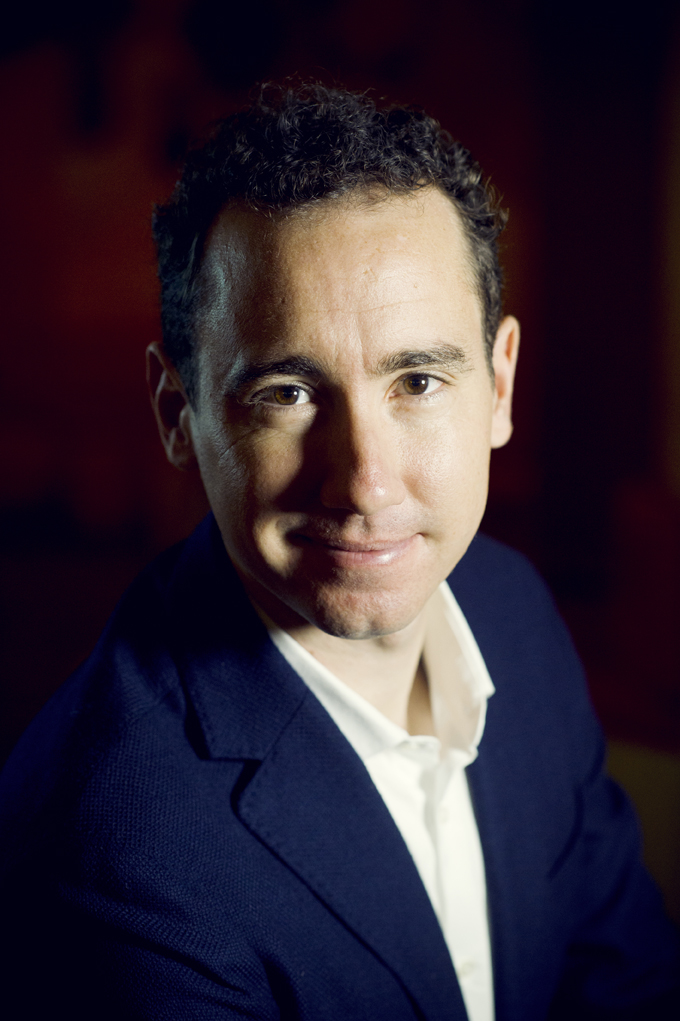

Cyrille Dubois (* 27. September 1984 in Ouistreham) ist ein französischer Opern- und Konzertsänger (Tenor).

## Leben
Cyrille Dubois wurde in Ouistreham an der Küste der Normandie geboren. Mit sechs Jahren sang er bereits im Chor seiner Vaterstadt, und im folgenden Jahr trat er dem Kinderchor der Maîtrise de Caen bei. Als Sänger machte er schnelle Fortschritte, er beherrschte Englisch und trat im Alter von 12 Jahren in einer Produktion von Benjamin Brittens The Turn of the Screw an der Opéra de Lyon auf. Nach dem Stimmwechsel strebte er vorübergehend eine wissenschaftliche Karriere an, kehrte jedoch zurück zur Musik und schrieb sich am Pariser  Konservatorium für Musik und Tanz ein. Nach seinem Studium bei Alain Buet schloss er sich der Ausbildungsstätte der Pariser Oper an und sang dort schon wichtige Rollen: Sam Kaplan in Kurt Weills Street Scene (2010) und Goncalves in Maurice Ravels Einakter L’heure espagnole (2011).
Anschließend trat er in anderen großen Häusern auf, darunter 2013 im Théâtre des Champs-Elysées. Er spielte den Grafen Almaviva in Rossinis Il barbiere di Siviglia. 2014 stellte er in einer Neuproduktion von Jacques Offenbachs Les contes d’Hoffmann an der Opéra de Lyon eine Hauptrolle dar. 2015 war er beim Glyndebourne-Festival zu erleben. Seit einigen Jahren trat Dubois an verschiedenen Orten regelmäßig in Mozart-Opern auf, darunter 2017 auch an verschiedenen Orten als Ferrando in Così fan tutte an der Pariser Oper. 2017 trat er auch in Aubers Oper Le domino noir an der Oper in Lüttich auf. Weiterhin trat er an der Mailänder Scala und anderen ersten Häusern auf.
Als „Duo Contraste“ konzertierte Dubois mit dem Pianisten Tristan Raës. Das Paar gewann Preise beim Lili- und Nadia Boulanger Wettbewerb und beim Kammermusik-Wettbewerb Lyon und trat außerdem in der Wigmore Hall in London auf.

## Rollen
- Gérald in Lakmé von Léon Delibes
- Coelio in Les Caprices de Marianne von Henri Sauguet
- Gonzalve in Die spanische Stunde von Maurice Ravel
- Narcisso in Il turco in Italia von Gioachino Rossini
- Marzio in Mitridate, re di Ponto von Mozart
- Belmonte in Die Entführung aus dem Serail von Mozart
- Ferrando in Così fan tutte von Mozart
- Lucien in Trompe-la-Mort von Luca Francesconi
- Nadir in Les pêcheurs de perles von Georges Bizet
- Don Ramiro in la Cenerentola von Gioachino Rossini
- Tavannes in Les Huguenots von Giacomo Meyerbeer
- Tarare in Tarare von Antonio Salieri
- Hippolyte in Hippolyte et Aricie von Jean-Philippe Rameau
- Ruodi in Guillaume Tell von Rossini
- Tamino in Die Zauberflöte von Mozart
- L’Autre in Point d’orgue von Thierry Escaich
- Pâris in Die schöne Helena von Jacques Offenbach
- Fortunio in Fortunio von André Messager
- Nicias in Phryné von Camille Saint-Saëns

## Mitwirkung auf Tonträgern
- 2018 Antonio Salieri: Les Horaces
- 2018 Fromental Halévy: La reine de Chypre
- 2018 Georges Bizet: Les pêcheurs de perles

## Musikpreis
- 2015 Victoire de la Musique Classique: Neuentdeckung Opernkünstler (Révélation artiste lyrique)
- 2023 Gramophone Classical Music Awards: Gramophone’s Song Award